# Jérémie Boga
Pour les articles homonymes, voir Boga.
Jérémie Boga, né le 3 janvier 1997 à Marseille, est un footballeur international ivoirien, qui possède également la nationalité française. Il évolue au poste de milieu de terrain à l'OGC Nice.

## Biographie

### Enfance et départ précoce en Angleterre
Jérémie Boga naît le 3 janvier 1997 à Marseille, au sein d'une famille originaire de Côte d'Ivoire. Il commence la pratique du football à l'âge de cinq ans à l'ASPTT Marseille, un club de quartier de la cité phocéenne. Montrant très rapidement un niveau supérieur aux autres joueurs de son âge, il est très vite surclassé. Ses performances attirent les recruteurs de plusieurs clubs français, notamment le club voisin de l'Olympique de Marseille, mais Jérémie Boga et sa famille choisissent finalement le club anglais de Chelsea en 2008, qui le repère via son recruteur en France Guy Hillion. Ce choix est rendu possible par la présence depuis 2006 à Londres du père de Jérémie Boga : le reste de la famille déménage ainsi en Angleterre, tandis que l'ASPTT Marseille ne touche aucune indemnité à la suite de son départ. Cet exil fait alors polémique dans les médias, Guy Roux ironisant notamment sur les recrutements toujours plus précoces de joueurs français par des clubs étrangers,,.
En Angleterre, Jérémie Boga poursuit sa progression au sein des équipes de jeunes de Chelsea. Il est appelé à plusieurs reprises en équipe de France, et fait ses débuts sous le maillot tricolore en septembre 2012 avec les moins de 16 ans, à l'occasion de deux rencontres amicales face au pays de Galles. Ainsi, il marque un but lors d'une large victoire française face aux Gallois sur le score de six buts à zéro. Toutefois, il est parfois retenu par son club alors que la fédération française fait appel à lui : il doit ainsi attendre deux ans pour retrouver le maillot bleu, pour trois sélections en équipe de France des moins de 19 ans, où il se retrouve surclassé parmi des joueurs issus de la génération 1996. S'adaptant parfaitement à son nouvel environnement, Jérémie Boga obtient avec Chelsea quelques bons résultats : le 13 avril 2015, il remporte l'UEFA Youth League, équivalent de la Ligue des champions opposant les équipes de moins de 19 ans de trente-deux clubs européens. Chelsea l'emporte face au Chakhtar Donetsk en finale, match durant lequel Boga est impliqué dans les trois buts londoniens, grâce notamment à deux passes décisives.

### Débuts professionnels
En 2014, âgé de dix-sept ans, Jérémie Boga signe un premier contrat professionnel en faveur du Chelsea FC. Pour autant, il ne dispute aucun match officiel avec l'équipe première du club londonien durant cette première saison, mais participe à une tournée amicale en Asie, durant laquelle il dispute deux rencontres, face à une sélection de joueurs thaïlandais, puis contre le Sydney FC.

### Prêts successifs
Pour lui offrir du temps de jeu, Jérémie Boga est prêté avec option d'achat au Stade rennais FC le 31 août 2015, non sans avoir préalablement prolongé son contrat avec Chelsea jusqu'en 2019. Il fait ses débuts professionnels en compétition officielle le 18 septembre 2015, lors d'un match de Ligue 1 disputé contre le LOSC Lille au Roazhon Park, entrant en jeu en remplacement de Paul-Georges Ntep. Il connaît sa première titularisation sous le maillot rennais le 28 novembre suivant et inscrit à cette occasion son premier but en Ligue 1 en ouvrant le score face au Stade de Reims (2-2). Au total, il dispute 31 rencontres sous le maillot rennais, pour trois buts marqués.
À l'issue de sa saison à Rennes, Jérémie Boga est de nouveau prêté par Chelsea pour la saison 2016-2017, cette fois au Grenade CF, en championnat d'Espagne. Il inscrit deux buts en vingt-sept rencontres toutes compétitions confondues.
Le 12 août 2017, Boga fait ses débuts sous le maillot de Chelsea en étant titularisé lors du match comptant pour la première journée de Premier League face au Burnley FC.
Le 28 août suivant, il est prêté pour une saison à Birmingham City. Il inscrit deux buts en trente-quatre matchs avant de réintégrer l'effectif de Chelsea à l'issue de la saison.

### US Sassuolo
Le 21 juillet 2018, Jérémie Boga quitte Chelsea pour le club italien de l'US Sassuolo. Gêné par une blessure lors de la première partie de saison, il manque 11 rencontres de championnat. Pour sa première saison en Italie, il participe à 25 rencontres de Serie A, dont 14 titularisations, 3 buts inscrits et une passe décisive délivrée. Deux de ses buts et la passe décisive sont réalisés en mars 2019 où il se montre décisif lors de trois rencontres consécutives.
Il s'impose comme un cadre de l'effectif lors de la saison suivante. Participant à 34 rencontres de championnat, il en débute 28, inscrit 11 buts et délivre 4 passes décisives.

### Transfert à l'Atalanta Bergame
Le 24 janvier 2022, Jérémie Boga quitte l'US Sassuolo pour le club italien de l'Atalanta Bergame Calcio.

### Transfert à l'OGC Nice
Le 25 juillet 2023, Jérémie Boga quitte Atalanta Bergame Calcio pour le club français de l'OGC Nice.

### En sélection nationale
Le 10 juin 2017, il fait ses débuts en équipe nationale de Côte d'Ivoire, remplaçant Jean Michaël Seri lors d'une rencontre comptant pour les éliminatoires de la Coupe d'Afrique des nations 2019, perdue face à la Guinée.
Boga participe à sa première compétition internationale lors de la Coupe d'Afrique des nations 2021 au Cameroun, les ivoiriens seront éliminés en huitièmes de finale par l'Égypte aux tirs au but.
Le 28 décembre 2023, il est retenu dans la liste des vingt-sept joueurs ivoiriens sélectionnés par Jean-Louis Gasset pour disputer la Coupe d'Afrique des nations 2023.

## Statistiques
| Saison                | Club                      | Championnat           | Championnat | Championnat | Coupe nationale | Coupe nationale | Coupe de la Ligue | Coupe de la Ligue | Compétition(s) continentale(s) | Compétition(s) continentale(s) | Compétition(s) continentale(s) | Total | Total |
| Saison                | Club                      | Division              | M.          | B.          | M.              | B.              | M.                | B.                | Comp.                          | M.                             | B.                             | M.    | B.    |
| 2017-2018             | Chelsea FC                | Premier League        | 1           | 0           | -               | -               | -                 | -                 | -                              | -                              | -                              | 1     | 0     |
| 2015-2016             | Stade rennais FC (prêt)   | Ligue 1               | 27          | 2           | 2               | 1               | 2                 | 0                 | -                              | -                              | -                              | 31    | 3     |
| 2016-2017             | Grenade CF (prêt)         | Liga                  | 26          | 2           | 1               | 0               | -                 | -                 | -                              | -                              | -                              | 27    | 2     |
| 2017-2018             | Birmingham City FC (prêt) | Championship          | 31          | 2           | 3               | 0               | -                 | -                 | -                              | -                              | -                              | 34    | 2     |
| 2018-2019             | US Sassuolo               | Serie A               | 25          | 3           | 2               | 0               | -                 | -                 | -                              | -                              | -                              | 27    | 3     |
| 2019-2020             | US Sassuolo               | Serie A               | 34          | 11          | 1               | 0               | -                 | -                 | -                              | -                              | -                              | 35    | 11    |
| 2020-2021             | US Sassuolo               | Serie A               | 27          | 4           | 1               | 0               | -                 | -                 | -                              | -                              | -                              | 28    | 4     |
| 2021-2022             | US Sassuolo               | Serie A               | 12          | 0           | -               | -               | -                 | -                 | -                              | -                              | -                              | 12    | 0     |
| Sous-total            | Sous-total                | Sous-total            | 98          | 18          | 4               | 0               | -                 | -                 | -                              | -                              | -                              | 102   | 18    |
| 2021-2022             | Atalanta (prêt)           | Serie A               | 15          | 0           | 1               | 1               | -                 | -                 | C3                             | 6                              | 1                              | 22    | 2     |
| 2022-2023             | Atalanta                  | Serie A               | 23          | 2           | 2               | 0               | -                 | -                 | -                              | -                              | -                              | 25    | 2     |
| Sous-total            | Sous-total                | Sous-total            | 38          | 2           | 3               | 1               | -                 | -                 | -                              | 6                              | 1                              | 47    | 4     |
| 2023-2024             | OGC Nice                  | Ligue 1               | 28          | 6           | 1               | 0               | -                 | -                 | -                              | -                              | -                              | 29    | 6     |
| 2024-2025             | OGC Nice                  | Ligue 1               | 21          | 1           | -               | -               | -                 | -                 | C3                             | 3                              | 2                              | 24    | 3     |
| 2025-2026             | OGC Nice                  | Ligue 1               | 1           | 0           | -               | -               | -                 | -                 | C1                             | 2                              | 0                              | 3     | 0     |
| Sous-total            | Sous-total                | Sous-total            | 50          | 7           | 1               | 0               | -                 | -                 | -                              | 5                              | 2                              | 56    | 9     |
| Total sur la carrière | Total sur la carrière     | Total sur la carrière | 271         | 33          | 14              | 2               | 2                 | 0                 | -                              | 11                             | 3                              | 298   | 38    |

### En sélection nationale
| Saison                | Sélection             | Phases finales        | Phases finales | Phases finales | Phases finales | Éliminatoires | Éliminatoires | Éliminatoires | Matchs amicaux | Matchs amicaux | Matchs amicaux | Total | Total | Total |
| Saison                | Sélection             | Compétition           | M              | B              | Pd             | M             | B             | Pd            | M              | B              | Pd             | M     | B     | Pd    |
| --------------------- | --------------------- | --------------------- | -------------- | -------------- | -------------- | ------------- | ------------- | ------------- | -------------- | -------------- | -------------- | ----- | ----- | ----- |
| 2016-2017             | Côte d'Ivoire         | -                     | -              | -              | -              | 1             | 0             | 0             | -              | -              | -              | 1     | 0     | 0     |
| 2020-2021             | Côte d'Ivoire         | -                     | -              | -              | -              | -             | -             | -             | 2              | 0              | 0              | 2     | 0     | 0     |
| 2021-2022             | Côte d'Ivoire         | CAN 2021              | 1              | 0              | 0              | 6             | 1             | 0             | -              | -              | -              | 7     | 1     | 0     |
| 2022-2023             | Côte d'Ivoire         | -                     | -              | -              | -              | 2             | 0             | 0             | -              | -              | -              | 2     | 0     | 0     |
| 2023-2024             | Côte d'Ivoire         | CAN 2024              | 4              | 0              | 0              | 3             | 0             | 0             | 2              | 1              | 0              | 9     | 1     | 0     |
| 2024-2025             | Côte d'Ivoire         | -                     | -              | -              | -              | 2             | 0             | 0             | 2              | 0              | 0              | 4     | 0     | 0     |
| Total sur la carrière | Total sur la carrière | Total sur la carrière | 5              | 0              | 0              | 14            | 1             | 0             | 6              | 1              | 0              | 25    | 2     | 0     |

## Palmarès

### En club
- Chelsea FC
  - Vainqueur de l'UEFA Youth League 2015
  - Finaliste du Community Shield en 2015

### En sélection nationale
- Côte d'Ivoire
  - Vainqueur de la Coupe d'Afrique des nations en 2024[24]